# Sant'Agata li Battiati
Sant'Agata li Battiati (Sant'Àita li Vattiati in siciliano) è un comune italiano di 9 203 abitanti della città metropolitana di Catania in Sicilia.

## Geografia fisica

### Territorio
Sita a 263 m s.l.m., Sant'Agata li Battiati sorge sul declivio collinare a nord di Catania. Confina con il capoluogo e con i comuni di Gravina di Catania, San Giovanni la Punta e Tremestieri Etneo.

## Storia
Nel 1444 un'impetuosa colata lavica venne bloccata dal Velo miracoloso di Sant'Agata, portato durante la processione dal frate domenicano Pietro Geremia. Questo avvenimento portò i cittadini del luogo a omaggiare la Santa dando al paese il suo nome, diventando così Sant'Agata Li Battiati.
Nel corso del tempo fu il possedimento di due nobili famiglie, i Massa e i Principi di Castelforte, per poi diventare comune autonomo nel XIX secolo.
In ambito monumentale, di notevole interesse architettonico, sono la chiesa madre dedicata a Maria Santissima Annunziata (che ospita il simulacro del Patrono del paese, San Lorenzo), la chiesa di Sant'Agata detta "Chiesa del Velo", eretta nel XV secolo, e la chiesa di San Michele Arcangelo che presentano splendidi affreschi seicenteschi (situata nell'antica contrada dei Murabiti). 

### Simboli
Il gonfalone è un drappo partito di rosso e di giallo.

## Monumenti e luoghi d'interesse

### Architetture religiose
- Chiesa di Maria Santissima Annunziata
- Chiesa di San Michele Arcangelo
- Chiesa di San Tommaso Becket e Santi Martiri Inglesi (presso la Villa Sangiuliano dei Paternò, di fronte alla Timpa della Leucatia): parrocchia gesuitica
- Chiesa di Sant'Antonio Abate (cappella del cimitero)
- Chiesa di Santa Maria delle Grazie (cappella Valenti)
- Cappella del Velo di Sant'Agata.

### Vie principali
- Via Umberto: è l'arteria principale del paese, che nasce dalla confluenza di via Giovanni Corsaro e via Barriera del Bosco appena sopra la tangenziale di Catania; all'altezza della chiesa di San Michele Arcangelo, attraversa piazza Guglielmo Marconi per poi proseguire fino alla chiesa di Maria Santissima Annunziata, da cui parte un bivio (via Scala di Betta ad ovest e via Roma ad est).
- Via Scala di Betta, già via Trieste: si tratta di una delle vie del centro storico cittadino; essa parte come traversa di via Umberto e conserva le caratteristiche del primo impianto urbanistico (XVII secolo)[5].

### Aree naturali
- Parco Paternò del Toscano, in via Roma: esempio di paesaggismo d'iniziativa privata con un giardino che a partire dagli anni '60 del XX secolo ha racchiuso ben 42 varietà di palme, oltre a piante mediterranee e subtropicali, numerose piante autoctone. Nel 1993 la Soprintendenza ai beni culturali e ambientali di Catania lo ha riconosciuto di particolare interesse naturalistico e ambientale con l'apposizione del vincolo ai sensi della legislazione di tutela delle cose di interesse storico-artistico.[6]

## Società

### Evoluzione demografica
Abitanti censiti

## Cultura

### Media

#### Stampa
- La rivista I Siciliani, dove ebbe sede (1983) la direzione, la redazione e l'amministrazione del mensile di politica, attualità e cultura edito dalla cooperativa giornalistica "Radar".

#### Radio
- Radio Voce della Speranza.

#### Televisione
- Teletna, dal 1976 al 1983[8][9].

### Eventi

#### Festività patronale
Le celebrazioni patronali si svolgono nel mese di agosto e sono dedicate al santo martire e diacono romano Lorenzo. La sera del 9 agosto si celebrano nella chiesa madre i vespri solenni. Un evento particolare legato al santo è sicuramente l'asta che i cittadini di Battiati organizzano nella serata della vigilia della festa nel tentativo di raccogliere offerte per i poveri. 
Secondo la tradizione san Lorenzo è stato scelto come patrono di questa comunità in onore al giudice Lorenzo D'Arcangelo, che per devozione verso sant'Agata fece erigere un tempio dedicato alla santa catanese, la cosiddetta Cappella del Velo, sul posto, in cui nel 1444 la reliquia del velo di sant'Agata fece fermare la lava, che minacciava la comunità.
Il mattino del 10 agosto, giorno che la Chiesa dedica al martirio del santo, bruciato sulla graticola, il suono delle campane e lo sparo dei colpi a mortaio annunciano la solenne festività. Alle 9 nella chiesa madre Maria Santissima Annunziata avviene uno dei momenti più toccanti delle celebrazioni: "La svelata del santo" che, per mezzo di un ascensore collocato dietro l'altare maggiore, viene pian piano innalzato al canto dell'inno, tra il tripudio dei fedeli. Segue la celebrazione eucaristica presieduta dall'arcivescovo metropolita di Catania o da un alto prelato alla presenza delle autorità cittadine. Altro momento importante delle celebrazioni è custodito dalla Processione per le vie del paese. Intorno alle 20:15 il simulacro del santo (portato a braccia) e la reliquia vengono collocati sul fercolo, detto vara, tra lo sparo dei fuochi d'artificio, lo scampanio e il lancio di carte multicolori. Inizia così il giro attraverso il paese. Prima tappa la via Roma sino alla chiesa del Velo di Sant'Agata, per una sosta di preghiera molto sentita a ricordo del miracolo che nel 1444 salvò la cittadina dalla furia del magma incandescente. Un'altra sosta nella zona del cimitero per una preghiera ai fratelli defunti.
La processione prosegue per via Garibaldi e l'antica via Scala di Betta (già via Trieste), che conserva le caratteristiche dell'impianto urbanistico del XVII secolo. La processione accompagnata dalla banda musicale raggiunge via Umberto (principale arteria cittadina) sino a piazza Marconi dove si trova la chiesa di San Michele Arcangelo all'estremità sud del paese. Questa, che è anche detta Chiesa della Grazia, è localizzata in quella che anticamente era la contrada dei "Murabito", nobile famiglia di queste zone.
Intorno alle 23.00 il fercolo, passando per via Antonino di Sangiuliano, raggiunge via Bellini e piazza Vittorio Veneto per poi fare rientro nella chiesa madre. Uno spettacolo piromusicale sulla facciata della chiesa madre saluterà l'arrivo del patrono, che poi verrà collocato nella sua cappella al canto dell'inno e dopo la solenne benedizione, che conclude la giornata.

## Infrastrutture e trasporti

### Mobilità urbana
- Linee AST
- Servizio gratuito navetta di Battiati (PAM)

## Amministrazione
Di seguito è presentata una tabella relativa alle amministrazioni che si sono succedute in questo comune.
| Periodo          | Periodo           | Primo cittadino          | Partito                                                           | Carica  | Note   |
| ---------------- | ----------------- | ------------------------ | ----------------------------------------------------------------- | ------- | ------ |
| 28 dicembre 1988 | 23 ottobre 1989   | Orazio Sapienza          | Democrazia Cristiana                                              | Sindaco | [ 10 ] |
| 23 ottobre 1989  | 4 novembre 1991   | Salvatore Sciabica       | Democrazia Cristiana                                              | Sindaco | [ 10 ] |
| 23 novembre 1991 | 25 settembre 1992 | Antonino Di Guardo       | Democrazia Cristiana                                              | Sindaco | [ 10 ] |
| 12 novembre 1992 | 13 maggio 1993    | Sebastiano Motta         | Partito Democratico della Sinistra                                | Sindaco | [ 10 ] |
| 6 dicembre 1993  | 1º dicembre 1997  | Sebastiano Motta         | Partito Democratico della Sinistra                                | Sindaco | [ 10 ] |
| 1º dicembre 1997 | 11 giugno 2002    | Gregorio Arena           | centro-destra                                                     | Sindaco | [ 10 ] |
| 16 dicembre 1999 | 29 febbraio 2000  | Sebastiano Augusto Motta | centro-sinistra                                                   | Sindaco | [ 10 ] |
| 11 giugno 2002   | 29 maggio 2007    | Sebastiano Augusto Motta | lista civica                                                      | Sindaco | [ 10 ] |
| 29 maggio 2007   | 9 maggio 2012     | Carmelo Galati           | Movimento per le Autonomie                                        | Sindaco | [ 10 ] |
| 9 maggio 2012    | 10 giugno 2017    | Carmelo Galati           | Movimento per le Autonomie, Unione di Centro, Partito Democratico | Sindaco | [ 10 ] |
| 14 giugno 2017   | "in carica"       | Marco Nunzio Rubino      | Democrazia Cristiana                                              | Sindaco | [ 10 ] |

### Gemellaggi
- Cappeln, dal 1985[11]

### Altre informazioni amministrative
Il comune di Sant'Agata li Battiati fa parte delle seguenti organizzazioni sovracomunali: regione agraria n.8 (Piana di Catania) e patto territoriale "Sud Etneo".